# Legends (Lied)
Legends ist ein Lied der US-amerikanischen Pop-Rock-Band Sleeping with Sirens, das am 14. Juli 2017 als erste Singleauskopplung des fünften Studioalbums Gossip, welches bereits am Vortag für den 22. September 2017 angekündigt wurde.

## Hintergrund und Veröffentlichung
Legends ist das erste Lied, das die Musiker für das fünfte Album erarbeiteten. An dem Liedtext schrieben neben Sänger Kellin Quinn auch der Musikproduzent Dave Bendeth und 30-Seconds-to-Mars-Sessionmusiker Stevie Aiello mit. Das Lied ist offiziell am 14. Juli 2017 mitsamt Musikvideo erschienen. Legends wurde am 17. Juli 2017 im Rahmen der vierten Alternative Press Music Awards erstmals aufgeführt, wobei die Band von einem Kinderchor unterstützt wurde.
Legends ist das erste Lied der Band, dass Airplay im deutschen Mainstream-Radio erreichen konnte. Es wurde unter anderem auf Bayern 3, Bremen Vier und bei RPR1 gespielt.

## Olympiasong des Team USA
Einen Tag nach der Veröffentlichung der Single gab das US-amerikanische Olympiakomitee bekannt, dass Legends als offizielles Lied der US-amerikanischen Olympia- und Paralympics-Mannschaft für die Olympischen Winterspiele 2018 in Pyeongchang, Südkorea ausgewählt wurde. Der Kontakt zum nationalen Olympischen Komitee kam durch Benji und Joel Madden von Good Charlotte zustande, die hohes Erfolgspotenzial in dem Stück sahen. Zunächst war geplant, das Lied bei anderen populären Sportarten wie Wrestling aufführen zu lassen.

## Musik
Legends wird als stimmungsaufhellend und motivierend beschrieben.
Das Lied soll laut Sänger Kellin Quinn aussagen, dass nichts im Leben von alleine geht, sondern dass man selbst stetig viel an sich arbeiten muss, um seine Ziele im Leben erreichen zu können.

„‘We could be legends after all’ is something that makes a lot of sense because nothing’s guaranteed in life but if you put forth the work and the effort and you try as hard as you can and you follow your dreams then maybe you can make something really awesome happen with your life. That’s basically the idea behind the song.“